# Farin Urlaub
Pour les articles homonymes, voir Farin.
Farin Urlaub, de son vrai nom Jan Vetter, né le 27 octobre 1963 à Berlin, est un artiste punk rock allemand, connu pour être le guitariste et chanteur du groupe Die Ärzte.

## Enfance et adolescence
Jan Vetter naît en 1963 à Berlin, où il passera son enfance et son adolescence. Ses parents sont séparés : sa mère se remarie lorsqu'il a six ans et une petite Julia naît de cette union. La famille quitte alors Moabit pour s'installer dans le quartier de Frohnau.
Sa mère est une grande fan des Beatles : depuis son enfance, Jan baigne dans leur musique. Il prend ses premiers cours de guitare à l'âge de neuf ans mais c'est à seize ans, lors d'un voyage scolaire à Londres, qu'il prend connaissance du mouvement punk, qui influencera certainement sa carrière musicale.
Il passe son baccalauréat (Abitur) en 1983 et s'inscrit à l'université pour y faire des études d'archéologie. Toutefois il abandonnera définitivement les cours après la première journée afin de se consacrer pleinement à la musique et au groupe die Ärzte.

## Carrière
En 1980, Jan fait la connaissance de Dirk Felsenheimer (plus tard Bela B. ) dans une discothèque berlinoise, le Ballhaus Spandau. Felsenheimer est le batteur du groupe Soilent Grün et propose à Jan d'en être le guitariste. C'est à ce moment qu'il prend le pseudonyme Farin Urlaub, de sa passion pour les voyages (en effet, Fahr in Urlaub signifie Va en vacances).
Si Soilent Grün se sépare en 1982, ni Bela, ni Farin n'abandonnent la musique. La même année, ils forment le trio Die Ärzte avec le bassiste Sahnie. Leur carrière décolle. Ils sont soutenus par la presse, notamment par le magazine Bravo. En 1988, die Ärzte connait toujours le même succès après 6 années de carrière et 5 albums ; pourtant, le groupe se dissout la même année.
Désormais séparés, Bela et Farin prennent des chemins différents. Jan crée de son côté le groupe King Køng en 1989 et abandonne le pseudonyme Farin Urlaub. Deux albums sont enregistrés, mais le groupe ne rencontre pas de réel succès. En 1993, Jan propose à Bela de reformer die Ärzte. La même année, Farin Urlaub, Bela B. Felsenheimer et Rodrigo González enregistrent Die Bestie in Menschengestalt, album qui marquera la réunion du groupe die Ärzte.
En 2001, Farin Urlaub enregistre un premier album solo au titre ambivalent, Endlich Urlaub, et qui peut vouloir dire Enfin les vacances ou Enfin Urlaub. Un second album suit en 2005 Am Ende der Sonne, ainsi qu'un album live Livealbum of Death en 2006, puis Die Wahrheit übers Lügen en 2008.

## Farin Urlaub Racing Team
La Farin  Urlaub Racing Team (FURT ou Racing Team) est le groupe qui accompagne Farin dans ses tournées et projets en solo. 

### Membres
La Racing Team se compose de 11 musiciens, qui, pour la plupart, appartiennent eux-mêmes à d'autres groupes ou font une carrière en solo.
- Guitare/Chants - Farin Urlaub
- Guitare -  Nesrin "Nessie" Sirinoglu  (Nicht Ohne Meine Schwester)
- Basse -  Cindia Knoke  (Underwater Circus, Space Hobos...)
- Batterie -  Rachel Rep  (Glow)
- Chants/Percussions -  Simone Richter
- Chants/Percussions -  Celina Bostic
- Chants/Percussions/Synthétiseur -  Annette Steinkamp
- Chants/Percussions -  Vanessa Mason
- Saxophone -  Hans-Jörg "Fischi" Fischer  (The Busters)
- Saxophone -  Peter "Quitte" Quintern  (The Busters)
- Trombone -  Robert "Rob" Solomon Göhring  (The Busters)
- Trompette -  Harald Appich  (The Busters)

## Discographie

### Albums
- Endlich Urlaub! (2001)
- Am Ende der Sonne (2005)
- Livealbum of Death (2006)
- Die Wahrheit übers Lügen (2008)

### Live
- Livealbum Of Death (2006)

### Single
- 2001: Glücklich (extrait de Endlich Urlaub!)
- 2001: Sumisu (extrait de Endlich Urlaub!)
- 2002: OK (extrait de Endlich Urlaub!)
- 2002: Phänomenal Egal (extrait de Endlich Urlaub!)

- 2005: Dusche (extrait de Am Ende der Sonne)
- 2005. Porzellan (extrait de Am Ende der Sonne)
- 2005: Sonne (extrait de Am Ende der Sonne)

- 2006: Zehn (extrait de Livealbum Of Death)

- 2008: Nichimgriff (extrait de Die Wahrheit übers Lügen)
- 2009: Niemals (extrait de Die Wahrheit übers Lügen)
- 2009: Krieg (extrait de Die Wahrheit übers Lügen)

## Filmographie
- 1985: Richy Guitar de Michael Laux (Richard Schrader)